# Tobu Railway
Tobu Railway (東武鉄道 Tōbu Tetsudō?) es la empresa matriz del Grupo Tobu, un conglomerado empresarial japonés con sede en Sumida, Tokio. Su negocio principal es el transporte ferroviario de pasajero. Sin embargo, cuenta con 80 filiales que operan en sectores como el hotelero, inmobiliario u ocio. La etimología de Tobu proviene de la unión de los caracteres de 東部 (Tōbu?) y 武蔵国 (Musashi no kuni?), antigua provincia japonesa, por lo que la traducción literal al castellano sería "Ferrocarriles de Musashi oriental". Es junto a Ohmi Railway y Shimatetsu una de las tres empresas ferroviarias más antiguas de Japón que nunca han cambiado de nombre.

## Historia
Tobu Railway se fundó el 1 de noviembre de 1897 tras recibir una licencia para construir líneas que atravesasen las prefecturas de Tokio, Saitama, Gunma y Tochigi con el objetivo de transportar personas y mercancías y, así, fomentar la industria local de fabricación de maquinaria. A lo largo de las décadas posteriores iría construyendo y completando líneas. Tras el Gran Terremoto de Kanto de 1923, reconstruyó la estación de Asakusa y en los años 30 se instalaron los grandes almacenes Matsuya.Del año 1937 al año 1944 fue absorbiendo las líneas Koizumi, Kinugawa, Ogose y Noda (hoy conocida como Urban Park) que pertenecían a empresas más pequeñas.

## Líneas operadas
Tobu Railway opera 13 líneas con una longitud total de 463,3 km que atraviesan 4 prefecturas diferentes. (Tokio, Saitama, Gunma y Tochigi). Estas se dividen en dos grupos que no cuentan con una conexión directa entre sí: las líneas principales (Skytree/Isesaki, Nikkō y Urban Park) y la línea Tojo. Cabe mencionar que, a partir de la inauguración de la Torre Skytree, propiedad de Tobu, la sección de la línea Isesaki al sur de Tobu-dobutsu-koen fue rebautizada como línea Skytree.
| Línea                        | Color                                              | Símbolo | Recorrido                      | Longitud (km) | Estaciones | Inauguración | Velocidad máxima (km/h) |
| ---------------------------- | -------------------------------------------------- | ------- | ------------------------------ | ------------- | ---------- | ------------ | ----------------------- |
| Línea Tobu Skytree y ramales |                                                    |         |                                |               |            |              |                         |
| Skytree                      |                                                    |         | Asakusa – Tōbu-dōbutsu-kōen    | 41,0          | 21         | 2012         | 110                     |
| Kameido                      | Kameido – Hikifune                                 | 3,4     | 5                              | 1904          | 65         |              |                         |
| Daishi                       | Nishiarai – Daishimae                              | 1,0     | 2                              | 1931          | 60         |              |                         |
| Línea Tobu Isesaki y ramales |                                                    |         |                                |               |            |              |                         |
| Isesaki                      |                                                    |         | Tōbu-dōbutsu-kōen – Isesaki    | 73,5          | 27         | 1899         | 110                     |
| Sano                         | Tatebayashi – Kuzū                                 | 22,1    | 15                             | 1889          | 70         |              |                         |
| Koizumi                      | Tatebayashi – Nishi-koizumi/ Ōta – Higashi-koizumi | 12,0    | 15                             | 1917          | 75         |              |                         |
| Kiryū                        | Ōta – Akagi                                        | 20,3    | 10                             | 1911          | 90         |              |                         |
| Línea Tobu Nikkō y ramales   |                                                    |         |                                |               |            |              |                         |
| Nikkō                        |                                                    |         | Tōbu-dōbutsu-kōen – Tōbu Nikkō | 94,5          | 26         | 1929         | 120                     |
| Utsunomiya                   | Shin-tochigi – Tōbu Utsunomiya                     | 24,3    | 11                             | 1931          | 90         |              |                         |
| Kinugawa                     | Shimo-imaichi – Fujiwara                           | 16,2    | 9                              | 1917          | 75         |              |                         |
| Línea Tobu Urban Park        |                                                    |         |                                |               |            |              |                         |
| Urban Park                   |                                                    |         | Ōmiya – Kasukabe – Funabashi   | 62,7          | 35         | 1911         | 100                     |
| Línea Tobu Tojo y ramales    |                                                    |         |                                |               |            |              |                         |
| Tojo                         |                                                    |         | Ikebukuro – Yorii              | 75,0          | 39         | 1914         | 105                     |
| Ogose                        | Sakado – Ogose                                     | 10,9    | 8                              | 1932          | 90         |              |                         |